# O-フェニレンジアミン
o-フェニレンジアミン（o-Phenylenediamine）は、分子式 C6H4(NH2)2の有機化合物である。この芳香族ジアミンは、複素環式化合物の前駆体として重要な物質である。異性体に、m-フェニレンジアミンとp-フェニレンジアミンがある。
o-フェニレンジアミンとケトン、アルデヒドを混合するとシッフ塩基が形成する。この反応はベンズイミダゾールの置換反応に利用されている。また、o-フェニレンジアミンとシュウ酸でキノキサリンが合成できる。
錯体化学においてフェニレンジアミンは重要な配位子である。サリチルアルデヒド誘導体のようなシッフ塩基誘導体は優れたキレート配位子である。金属–フェニレンジアミン錯体は、鮮やかな色のついた複数の酸化状態のジイミン誘導体を与える。
生化学の分野においては、ペルオキシダーゼとの反応により 492 nm 付近に吸収極大を持つ蛍光を発する性質を利用し、二塩酸塩の形でELISA法などの呈色試薬（基質）として用いられる。